# Diócesis de Tuxtepec
La diócesis de Tuxtepec (en latín: Dioecesis Tuxtepecensis) es una circunscripción eclesiástica de la Iglesia católica en México. Se trata de una diócesis latina, sufragánea de la arquidiócesis de Antequera. Desde el 6 de junio de 2015 su obispo es José Alberto González Juárez.

## Territorio y organización
La diócesis tiene 6000 km² y extiende su jurisdicción sobre los fieles católicos de rito latino residentes en la parte septentrional del estado de Oaxaca comprendiendo el distrito de Tuxtepec y los municipios de San Pedro Sochiapam y de San Juan Bautista Tlacoatzintepec en el distrito de Cuicatlán.
La sede de la diócesis se encuentra en la ciudad de San Juan Bautista Tuxtepec, en donde se halla la Catedral de San Juan Bautista.
En 2020 en la diócesis existían 29 parroquias.

## Historia
La diócesis fue erigida el 8 de enero de 1979 con la bula Nuper sacer del papa Juan Pablo II, obteniendo el territorio de la arquidiócesis de Antequera.

## Estadísticas
Según el Anuario Pontificio 2021 la diócesis tenía a fines de 2020 un total de 363 400 fieles bautizados.
| Año                                                                             | Población            | Población | Población      | Sacerdotes | Sacerdotes    | Sacerdotes    | Bautizados por sacerdote | Diáconos permanentes | Religiosos | Religiosos | Parroquias |
| Año                                                                             | Bautizados católicos | Total     | % de católicos | Total      | Clero secular | Clero regular | Bautizados por sacerdote | Diáconos permanentes | Varones    | Mujeres    | Parroquias |
| ------------------------------------------------------------------------------- | -------------------- | --------- | -------------- | ---------- | ------------- | ------------- | ------------------------ | -------------------- | ---------- | ---------- | ---------- |
| 1980                                                                            | 470 000              | 500 000   | 94.0           | 15         | 8             | 7             | 31 333                   |                      | 7          | 18         | 14         |
| 1990                                                                            | 576 000              | 630 000   | 91.4           | 25         | 15            | 10            | 23 040                   | 8                    | 10         | 21         | 17         |
| 1999                                                                            | 647 000              | 740 000   | 87.4           | 37         | 24            | 13            | 17 486                   | 17                   | 14         | 25         | 25         |
| 2000                                                                            | 655 000              | 750 000   | 87.3           | 37         | 24            | 13            | 17 702                   | 17                   | 14         | 26         | 25         |
| 2001                                                                            | 615 000              | 700 000   | 87.9           | 39         | 27            | 12            | 15 769                   | 17                   | 13         | 31         | 25         |
| 2002                                                                            | 630 000              | 689 000   | 91.4           | 36         | 26            | 10            | 17 500                   | 17                   | 10         | 24         | 27         |
| 2003                                                                            | 630 000              | 689 000   | 91.4           | 40         | 30            | 10            | 15 750                   | 17                   | 10         | 31         | 27         |
| 2004                                                                            | 660 000              | 700 000   | 94.3           | 43         | 33            | 10            | 15 348                   | 17                   | 10         | 23         | 27         |
| 2010                                                                            | 712 000              | 754 000   | 94.4           | 50         | 39            | 11            | 14 240                   | 15                   | 13         | 28         | 28         |
| 2014                                                                            | 738 000              | 781 000   | 94.5           | 50         | 42            | 8             | 14 760                   | 10                   | 8          | 26         | 28         |
| 2017                                                                            | 353 000              | 460 900   | 76.6           | 52         | 44            | 8             | 6788                     | 10                   | 8          | 31         | 29         |
| 2020                                                                            | 363 400              | 474 800   | 76.5           | 53         | 45            | 8             | 6856                     | 10                   | 8          | 31         | 29         |
| Fuente: Catholic-Hierarchy, que a su vez toma los datos del Anuario Pontificio. |                      |           |                |            |               |               |                          |                      |            |            |            |

## Episcopologio
| Número | Nombre                                    | Comienzo                    | Término                                                |
| ------ | ----------------------------------------- | --------------------------- | ------------------------------------------------------ |
| I      | José de Jesús Castillo Rentería, M.N.M. † | 8 de enero de 1979          | 11 de febrero de 2005 retirado                         |
| II     | José Antonio Fernández Hurtado            | 11 de febrero de 2005       | 26 de septiembre de 2014 nombrado arzobispo de Durango |
| III    | José Alberto González Juárez              | Desde el 6 de junio de 2015 |                                                        |